# Guacamai roig alaverd
El guacamai roig alaverd (Ara chloropterus) és una espècie d'au psitaciforme de la família Psittacidae. Aquest és el més gros del gènere Ara, molt estès pels boscos i zones boscoses del nord i centre d'Amèrica del Sud.
Tanmateix, igual que altres guacamais, en els darrers anys hi ha hagut una disminució notable del seu nombre a causa de la pèrdua d'hàbitat i la captura il·legal per al comerç de lloros.

## Descripció
El guacamai roig alaverd es pot distingir fàcilment del guacamai roig alagroc (Ara macao). Mentre que el pit d'ambdós ocells és de color vermell brillant, les plomes cobertores de les ales superiors del guacamai roig alaverd són majoritàriament verdes (a diferència de majoritàriament grogues, o una barreja forta de groc i verd en el guacamai roig alagroc). A més, el guacamai roig alaverd té línies vermelles característiques al voltant dels ulls formades per files de petites plomes a la part de pell blanca que, d'altra banda, és nua; aquesta és una de les majors diferències d'un guacamai roig alagroc per a l'espectador casual. Les plomes iridescents de color turquesa estan envoltades de vermell a la cua. Si es veuen junts, el guacamai roig alaverd també és clarament més gros.
Pel que fa a la longitud, aquesta espècie només és la segona en mida després del guacamai jacint (Anodorhynchus hyacinthinus), el guacamai més gros. El guacamai roig alaverd arriba a una longitud corporal total de 90 a 95 cm en adults. S'ha comprovat que dotze adults tenien una mitjana de 1.214 g així com d'un rang de pes d'entre 1.050 i 1.708 g. Tot i que el rang de pes és força similar al del jacint, el pes mitjà del guacamai roig alaverd és lleugerament superat tant pel guacamai jacint com pel guacamai verd gros (A. ambiguus), i entre tots els lloros vius, a més, pel kàkapo (Strigops habroptilus).

## Comportament
El guacamai roig alaverd generalment s'aparella de per vida. La femella normalment pon dos o tres ous en un niu fet en un forat d'un arbre. La femella incuba els ous durant uns vint-i-vuit dies, i els pollets surten del niu uns noranta dies després de l'eclosió.

## Recuperació de la població
Des del 1999 ha aparegut una població a Trinitat. Tot i que aquests poden haver escapat del captiveri, també és possible que tinguin un origen salvatge i representin una expansió de l'àrea de distribució de l'espècie.
Es creu que l'àrea de distribució històrica d'aquesta espècie s'estenia cap al sud fins a incloure les províncies argentines de Chaco, Corrientes, Formosa i Misiones. Es creu que la caça per a la carn, el comerç d'animals de companyia i els canvis en l'ús del sòl a la dècada de 1960 van causar l'extinció de l'espècie a tota l'àrea de distribució argentina. L'espècie està catalogada com en perill crític d'extinció a l'Argentina. A mitjan dècada de 2010 es va descobrir que els ocells havien colonitzat el Parc Nacional d'Iguazú, i a partir del 2019 l'espècie sembla haver-se estès més al pròxim Parc provincial de Puerto Península.
A més, l'espècie és objecte d'un programa de reintroducció a la Reserva Provincial de l'Iberá, a la província de Corrientes, per part del World Parrot Trust, Aves Argentinas i la Fundación CLT (Conservation Land Trust) (i potser BirdLife International), que s'espera que pugui promoure el turisme a la zona. El 2015 es van importar ocells captius de Gran Bretanya i la primera parella d'ocells britànics es va alliberar el febrer de 2019. S'estima que la població salvatge actualment és d'entre 50.000 i 499.999 individus. Està inclosa en l'Apèndix II del CITES, amb comerç restringit.

## Hàbitat
Els guacamais roig alaverd viuen en arbres i prop de fonts d'aigua amb colps d'argila. Es poden trobar a altituds tan baixes com els 190 m i normalment romanen per sota dels 500 m. Viuen en boscos tropicals de fulla perenne i, ocasionalment, en selves tropicals de fulla caduca. Són més comuns en zones riques en arbres que sobresurten de la capçada perquè s'utilitzen per a cavitats de nidificació durant la temporada de cria. Poc comú, ocupen sabanes i "llanos", que són planes a Sud-amèrica que no tenen arbres.
Es distribueix en ampli rang per tota Sud-amèrica, des de l'est de Panamà, nord-oest i est de Colòmbia, aquest del Perú i l'Equador, tota Veneçuela, les tres Guainas, Brasil, nord-est i est de Bolívia i Paraguai i el nord de l'Argentina.

## Avicultura i economia
El guacamai roig alaverd és una de les espècies que contribueixen a l'ecoturisme en algunes parts del Brasil. El principal punt d'interès són els penya-segats d'argila que visiten diàriament. Melo et al. (2018) afirmen que l'ecoturisme ajuda a crear valor de les àrees i reserves protegides al Brasil i altres parts de Sud-amèrica permetent als visitants veure zones amb biodiversitat.
Aquests guacamais formen part del comerç internacional il·legal d'animals de companyia, i es mantenen en espais petits i insalubres abans de ser recapturats per alliberar-los o per a tota la vida com a mascota. Els exemplars criats en captivitat i els que es permeten exportar o importar han de seguir les normes establertes per l'article IV del CITES, incloent-hi: l'exportació no perjudicarà la supervivència a llarg termini, que l'ocell s'hagi obtingut legalment i que es transporti de manera segura i sense danys. Les plomes també han estat utilitzades per les cultures natives com a article decoratiu per a roba i accessoris. Els individus capturats o abandonats també es poden trobar en centres de rehabilitació, rescat i educació per a aquells que no es poden recuperar per sobreviure en estat salvatge.